# Capitanopsis
Capitanopsis  é um gênero botânico da família Lamiaceae.

## Espécies
- Capitanopsis albida
- Capitanopsis angustifolia
- Capitanopsis cloiselii
- Capitanopsis decaryi